# Siły Zbrojne Związku Socjalistycznych Republik Radzieckich
Siły Zbrojne Związku Socjalistycznych Republik Radzieckich (ros. Вооружённые Силы Союза Советских Социалистических Республик) – siły zbrojne Związek Socjalistycznych Republik Radzieckich służące do zabezpieczenia własnych interesów i prowadzenia walki zbrojnej zarówno na swoim terytorium, jak i poza nim. Składały się z centralnych organów dowodzenia wojskowego (sztab generalny i dowództwa) i sił i środków: Armii Radzieckiej (do lutego 1946 r. nosiła nazwę Robotniczo-Chłopska Armia Czerwona), Wojskowych Sił Powietrznych, Wojsk Obrony Przeciwlotniczej, Wojska Rakietowe Przeznaczenia Strategicznego i Wojska Obrony Cywilnej, Marynarki Wojennej, służb tyłowych Sił Zbrojnych. Dodatkowo oddziałów granicznych KGB ZSRR (do 1989) oraz wojsk wewnętrznych MSW ZSRR (również do 1989).
W połowie lat 80 XX w. Siły Zbrojne ZSRR należały do najpotężniejszych na świecie pod względem liczebności i wyposażenia; posiadały m.in. duże zapasy broni jądrowej oraz chemicznej. Z łączną liczbą personelu przekraczającą 4 mln 200 tys. żołnierzy w 1990 roku były to największe siły zbrojne świata.
Mimo rozpadu ZSRR pod koniec 1991 roki Siły Zbrojne ZSRR istniały de facto do końca 1993 roku w formie Połączonych Sił Zbrojnych WNP, choć de iure przestały istnieć 14 lutego 1992 roku, kiedy Rada Szefów Państw WNP oficjalnie mianowała byłego Ministra Obrony ZSRR Jewgienija Szaposznikowa Naczelnym Dowódcą Połączonych Sił Zbrojnych WNP.
Jednostki Sił Zbrojnych ZSRR stacjonowały w wielu miejscach poza granicami Związku Radzieckiego: w Austrii (do 1955), Danii (do 1946, patrz: radziecka okupacja Bornholmu), Norwegii (do 1945), Finlandii, Niemieckiej Republice Demokratycznej, Polsce (do 1993 r.), Czechosłowacji, na Węgrzech, w Bułgarii, Rumunii, na Kubie, we Wietnamie, w Kambodży, Mongolii, Korei Północnej i Demokratycznej Republice Afganistanu (do 1989). 